# Bel Olid Báez
Bel Olid Báez   (Mataró, 4 d'octubre de 1977) s'ha dedicat a la docència, a la traducció i a l'escriptura, i ha assumit, a vegades, responsabilitats institucionals. Entre 2015 i 2022 va presidir l'Associació d'Escriptors en Llengua Catalana. Es defineix com a persona de gènere no-binari i defensa l'ús del gènere neutre en la llengua catalana.

## Trajectòria
Ha ensenyat Didàctica de la Llengua i la Literatura i de les Ciències Socials a la Universitat Autònoma de Barcelona, universitat en la qual es va llicenciar en traducció i interpretació. En l'àmbit de la traducció s'ha dedicat a la traducció literària, principalment d'obres de literatura infantil i de literatura feminista. Ha traduït de l'alemany, l'anglès, el francès, l'italià i el castellà.
Va publicar el seu primer conte l'any 2009, Crida ben fort, Estela! El 2010 va rebre el Premi Documenta per la novel·la Una terra solitària (Empúries, 2011) i el Premi Rovelló d'assaig per assaig sobre els estereotips de gènere Les heroïnes contraataquen: models literaris contra l'universal masculí a la literatura infantil i juvenil (Pagès, 2011).
L'any següent publicà La mala reputació (Proa, 2012), un recull de narrativa breu amb que va guanyar el Premi Roc Boronat. L'any 2016 va publicar un nou recull de relats, Vents més salvatges (Empúries, 2016), l'àlbum il·lustrat Gegantíssima.
El 2017 va publicar Vides aturades i Feminisme de butxaca, kit de supervivència. El mateix any es presentà a les llistes de la candidatura d'Unitat Popular (CUP) a les eleccions al Parlament de Catalunya com a número sis per Barcelona. Un any després publicaria el seu primer poemari, Ferida, udol, viatge, illa. El 2019 va publicar l'assaig Follem? De què (no) parlem quan parlem de sexualitats i l'àlbum il·lustrat Les bruixes d'Arlet. El 2020 publicà A contrapel, o per què trencar el cercle de depilació, submissió i autoodi. El 2021 va publicar Suite TOC.
Les seves obres s'han traduït al castellà, portuguès, gallec i anglès.
Des de març de 2015 fins al 2021 va presidir l'Associació d'Escriptors en Llengua Catalana. El 15 d'octubre de 2021 es feu públic que Bel Olid deixava la presidència de l'Associació Escriptors en Llengua Catalana per motius personals un any abans d'acabar el mandat.
Anteriorment, des de 2013 a 2015, havia presidit el Consell Europeu d'Associacions de Traductors Literaris (CEATL - Conseil Européen des Associations de Traducteurs Littéraires).
Col·labora amb diversos mitjans culturals, en la premsa escrita, la ràdio i la televisió. Ha publicat al diari Ara, i a les revistes Tentacles, Núvol i Catorze, entre d'altres.

## Obra

### Narrativa
- Una terra solitària. Barcelona: Empúries, 2011.
- La mala reputació. Barcelona: Proa, 2012.
- Vents més salvatges. Barcelona: Empúries, 2016.
- Suite TOC. Barcelona: Ara Llibres, 2021.

### Poesia
- Ferida, udol, viatge, illa. Barcelona: Edicions Bellaterra, 2018.

### Assaig
- Les heroïnes contrataquen. Models literaris contra l'universal masculí a la literatura infantil i juvenil. Lleida: Pagès, 2011.
- Feminisme de butxaca. Kit de supervivència. Barcelona: Angle, 2017.
- Vides aturades. Barcelona: Ara Llibres, 2017. (Fotografies Gerard Masagué)[17]
- Follem? De què (no) parlem quan parlem de sexualitats. Barcelona: Bridge, 2019. (Il·lustr. Glòria Vives i Xiol)[18]
- A contrapel: O per què trencar el cercle de depilació, submissió i autoodi. Barcelona: Destino, 2020.[19]

### Narrativa infantil i juvenil
- Tinc 1 any. Barcelona: Planeta, 2006. (Il·lustr. David Maynar)
- Tinc 2 anys. Barcelona: Planeta, 2006. (Il·lustr. María Luz Igolnikow)
- Crida ben fort, Estela! Ciutat de Mèxic: Fineo, 2010. (Il·lustr Martina Vanda)
- Petita història de la Casa Batlló. Barcelona: Mediterrània, 2012. (Il·lustr. Pilarín Bayés)
- Gebre, el ninot de neu. Barcelona: Combel, 2016. (Il·lustr. Mercè Canals)
- Gegantíssima. Barcelona: Estrella Polar, 2016. (Il·lustr. Màriam Ben-Arab)
- La llegenda de Sant Jordi. Barcelona: Combel, 2016. (Il·lustr. Mercè Canals)
- Viure amb la Hilda (i els seus inconvenients). Barcelona: Destino, 2016. (Il·lustr. Mercè Canals)
- La Castanyera Felipa. Barcelona: Combel, 2016. (Il·lustr. Mercè Canals)
- Ai, la Tina! Barcelona: Combel, 2017. (Il·lustr. Roger Zanni)
- El ratolí de les dents. Barcelona: Combel, 2017. (Il·lustr. Mercè Canals)
- Troba, troba, trobadora. Barcelona: Combel, 2017. (Il·lustr. Emma Schmid)
- Tina Frankens. Barcelona: Fanbooks, 2018.
- La Caputxeta Vermella. Barcelona: Combel, 2018. (Il·lustr. Mercè Canals)
- En Patufet. Barcelona: Combel, 2018. (Il·lustr. Mercè Canals)
- La Ventafocs. Barcelona: Combel, 2018. (Il·lustr. Mercè Canals)
- Alana i Alada. Barcelona: Bambú, 2018. (Il·lustr. Mercè Canals)
- Els tres porquets. Barcelona: Combel, 2018. (Il·lustr. Mercè Canals)
- A qui li agrada anar amb barret? Barcelona: Combel, 2018. (Il·lustr. Sebastià Serra)
- Les bruixes d'Arlet. Barcelona: Combel, 2019. (Il·lustr. Pep Montserrat)[20]
- L'aneguet lleig. Barcelona: Combel, 2019. (Il·lustr. Mercè Canals)
- La rateta que escombrava l'escaleta. Barcelona: Combel, 2019. (Il·lustr. Mercè Canals)
- El gat amb botes. Barcelona: Combel, 2019. (Il·lustr. Mercè Canals)
- Les set cabretes i el llop. Barcelona: Combel, 2019. (Il·lustr. Mercè Canals)
- Les aventures extrabombàstiques de la Frederica Bladuliqui (i els perversos ximplumstimflins). Barcelona: Animallibres, 2020. (Amb Pol Galofre i il·lustracions de Màriam Ben-Arab)

- Kora. Barcelona: Fanbooks, 2021.

## Traduccions

### De l'alemany
- WENINGER, Brigitte: Miko. He estat jo, mare! [Ich war's, Mama!]. Barcelona: Grup Promotor, 2005.

- WENINGER, Brigitte: Miko. Visca, és el meu aniversari! [Hurra, Geburtstag!]. Barcelona: Grup Promotor, 2005.

### De l'anglès
- ALMOND, David: El noi que nedava amb les piranyes [The Boy Who Swam with Piranhas]. Barcelona: Bambú, 2017.
- BRESLIN, Theresa: Joc de noms [Name Games]. Barcelona: Empúries, 2002.
- BROOM, Jenny: El jardí de les meravelles. Barcelona: Flamboyant, 2016.
- CARDWELL, Leroy: Un gorrió a la farina del forner [Sparrow in the Baker's Dust]. Palma: Documenta Balear, 2009; 2011. (Trad. amb M. Antònia Socias)
- DEACON, Alexis: Coco i Piu [Croc and Bird]. Barcelona: Ekaré, 2012.
- DONALDSON, Julia: La saltinadora gegant [The Giant Jumperee]. Barcelona: Juventud.
- HIGSON, Charles: Misión Silverfin [Silverfin]. Barcelona: Planeta, 2006.
- JOYCE, William: L'home de la lluna [The Man in the Moon]. Barcelona: Combel, 2012.
- JOYCE, William: Sandy [Sandy]. Barcelona: Combel, 2013.
- KUBLER, Annie: Ni pensar-hi, Drac!: titelles de dit [Don't You Dare, Dragon!]. Barcelona: Planeta, 2007.
- LACEY, Josh: Dragonaire s'enlaira. Barcelona: Ekaré, 2016.
- LACEY, Josh: Dragonaire. Barcelona: Ekaré, 2016.
- MRZYK & MORICEAU: Pànic al poble dels mocs, Litera.
- MOULD, Chris: Nit de fantasmes. Barcelona: Planeta, 2006.
- MOULD, Chris: El carreró de la por. Barcelona: Planeta, 2007.
- NOCHLIN, Linda [et al.]: Feminisme i història de l'art. Girona: Documenta Universitaria, 2009. (Trad. conjunta amb Sergio Álvarez i Anna Castejón)
- NYMAN, Michael: Música experimental: de John Cage en endavant [Experimental Music. Cage and Beyond]. Girona: Documenta Universitaria, 2006.
- OKORAFOR, Nnedi: Binti [Binti]. Barcelona: Raig Verd, 2021.
- RENNISON, Louise: L'angus, pintallavis i morrejades [Angus, Thongs and Full-Frontal Snogging]. Barcelona: Empúries, 2001; Barcelona: Estrella Polar, 2009.
- RETTORE, Kenny E.: Casa meva. Barcelona: Grup Promotor, 2005.
- RETTORE, Kenny E.: Al llit! A la banyera!. Barcelona: Grup Promotor, 2005.
- RICHARDSON, Justin i PARNELL, Peter: Amb la tango són tres. Pontevedra: Kalandraka, 2016.
- ROSSEN, Michael: Anem a caçar un ós [We're Going on a Bear Hunt]. Barcelona: Ekaré, 2013.
- SANDERS, Jessica: Estima el teu cos. Barcelona: Bindi Books, 2020.
- SMEDLEY, Claire: Dos peixets a la peixera [Two fish in a bowl]. Barcelona: Obrador, 2019.
- SMALLMAN, Steve: Les estrelles del futbol [David's Dream Team and Zini's All-Stars]. Barcelona: Planeta, 2006.
- SOLNIT, Rebecca: Esperança dins la foscor [Hope in the Dark]. Barcelona: Angle, 2017.
- STEER, Dugald: Bona nit, rateta [Little Mouse, Good Night]. Barcelona: Grup Promotor, 2005.
- STEER, Dugald: T'estimo, rateta [Little Mouse, I Love You]. Barcelona: Grup Promotor, 2005.
- WILDE, Oscar: El gegant egoista [The Selfish Giant] (adapt. d'Alexis Deacon). Barcelona: Ekaré, 2013.
- WYNNE-JONES, Diana: El castell ambulant [Howl's Moving Castle]. Barcelona: Indòmita, 2022.

### Del castellà
- BOMBARA, Paula: El mar i la serp. Lleida: Pagès, 2016.
- DENOU, Violeta: Un dia a la platja [Un día de playa]. Barcelona: Planeta, 2006; 2008.
- DENOU, Violeta: Em disfresso! [¡Me disfrazo!]. Barcelona: Planeta, 2006; 2008.
- HERRERO, Yayo; GONZÁLEZ, María; PÁRAMO, Berta: Canvi climàtic [Cambio climático]. Barcelona: Litera, 2019.
- LÓPEZ PEIRÓS, Belén: Per què tornaves cada estiu. Barcelona: Pol·len, 2020.
- RAMOS, Nelson: Un avi, sí! [Un abuelo, sí!]. Barcelona: Ekaré, 2011.
- SANTOS, Care: Habitacions tancades [habitaciones cerradas]. Barcelona: Planeta, 2008; 2011. (Trad. conjunta amb l'autora)
- SCHIMEL, Lawrence: Anem a veure el pare [Vamos a ver a papá!. Barcelona: Ekaré, 2010.

### Del català
- SOLER-PONT, Anna: Cuentos y leyendas de África [Un meravellós llibre de contes de l'Àfrica per a nens i nenes]. Barcelona: Planeta, 2007.

### Del francès
- Dalí intim: dibuixos, apunts i paraules entre contemporanis. Barcelona: Galaxia Gutenberg, 2003; 2004. (De diversos idiomes)
- ALLEMAGNA, Beatrice: Un gran dia de res. Barcelona: Combel, 2016.
- BOUILLIER, Grégoire: Coses que passen [Rapport sur moi]. Girona: Accent, 2009.
- JAVOY, Marie-Claire: Camí a l'escola. Barcelona: Alrevés, 2015.
- PETIT, Aurore: Una mare és com una casa. Albuixech: Litera, 2020.

### De l'italià
- 2013: Romanticidi [Romanticidio] de Carolina Cutolo (en català i castellà)

## Premis i reconeixements
- 2009 — Premi QWERTY de Btv al millor llibre infantil (2009): Crida ben fort, Estela!.
- 2010 — Premi Rovelló d'assaig sobre literatura infantil i juvenil: Les heroïnes contraataquen: models literaris contra l'universal masculí.
- 2010 — Premi Documenta: Una terra solitària.[21]
- 2012 — Premi Roc Boronat: Celobert amb papallones [La mala reputació].[22]
- 2016 — Premi Apel·les Mestres de literatura infantil: Viure amb la Hilda (i els seus inconvenients)[20]
- 2022 — Beca Finestres d'Assaig pel projecte d'assaig Tria la teva aventura[23]